# ألان أندرسون (لاعب كريكت)
ألان أندرسون (22 أبريل 1949 في أستراليا - ) (بالإنجليزية: Allan Anderson)‏ هو لاعب كريكت أسترالي.

## وصلات خارجية
- ألان أندرسون على موقع إي آس بي آن كريك إنفو (الإنجليزية)